# エンジニアリングプラスチック
エンジニアリング・プラスチック (英: Engineering plastic）とは、特に強度に優れ、耐熱性のような特定の機能を強化してあるプラスチックの一群を指す分類上の名称である。一般には、100℃以上の環境に長時間曝されても、49MPa以上の引っ張り強度と2.5GPa以上の曲げ弾性率を持ったものが該当する。「エンプラ」と略称されることが多い。

## 概要
エンジニアリング・プラスチック（以降「エンプラ」と記す）は、耐熱性の高いプラスチックの一群である。熱に弱いという本質的なプラスチックの性質を改善した耐熱性の高い合成樹脂が開発され、この高耐熱性によって同時に機械的強度も向上している。使用温度や強度の点で、金属部品と従来のプラスチック部品との中間的／補完的な位置にあり、多くの種類が開発されて用途に応じて使い分けられている。しかし、自然に逆らうようなベンゼン環構造を多く内包した分子構造を持つものも多く、生分解性に乏しい一方で、リサイクル性では金属に劣るため、適用の賛否は今も続いている。
一般的にプラスチックは可塑性に優れ成形加工しやすいという長所を持つが、汎用プラスチックなどと呼ばれる従来のプラスチックは熱に弱いため、機構部品の素材として用いると、可動部で摩擦熱が発生したり、使用環境の温度が高いことで強度不足で破損したり精度が保てない、寿命が短いなどの問題点がある。エンプラは耐熱性が優れているため、ある程度の高温環境でも強度が維持できる。
また、汎用プラスチックは低温下でもプラスチック部品の強度が低下することや、硬度が金属に比べて低いため耐磨耗性に劣り、太陽光に曝される環境では紫外線によって劣化したり、油脂のような溶剤や化学薬品、あるいはガスに曝された場合も脆化する場合があるため、こういった要求に対応した多様なエンプラが開発され利用されている。多様なエンプラの開発により様々な場面にあった物の選択が可能になる。
エンプラは、従来のプラスチックに比べて素材そのものの価格が高く、加工費も割高となる傾向がある。また比重もエンプラはプラスチック一般に比べ大きめである。ただし素材に強度があるため、構造自体を細く薄くするなどして、製品自体は軽量化できる余地はある。従来あるプラスチック製品の需要をエンプラが代替するよりも、むしろ金属素材の置き換えという役割の方が大きい。一方では、汎用プラスチックに分類されるものも徐々に性能向上が進み、一部はエンプラを代替するようになっている。耐薬品性などにも優れているため医療現場で使用される多くの製品に使用されている。
耐久性と耐熱性に優れているため、今後様々な製品の部品の代替として期待さえれているエンプラだが、加工が難しいというデメリットもある。現在多くのエンプラの主原料の値段の高騰とエンプラの需要の増加により、多くのエンプラの値段が増加傾向にある。
多くの材料がその結晶工学的見地から、アモルファス状（ガラス状）である。これはへき開などを防止し力学的強度を増すためと思われる。

### 呼称
エンジニアリング・プラスチックよりさらに高温の150℃の環境で長期間機能を発揮するプラスチックは「スーパーエンジニアリング・プラスチック」や「特殊エンジニアリング・プラスチック」と呼ばれ、これは「スーパー・エンプラ」と略称されることもある。特殊エンジニアリング・プラスチックではないエンジニアリング・プラスチックは「汎用エンジニアリング・プラスチック」や「汎用エンプラ」と呼ばれることがある。汎用エンプラとエンプラスーパー・エンプラは熱可逆性樹脂と呼ばれることもある。
汎用エンジニアリングプラスチックが旧来のプラスチック同様にその多くが非結晶性樹脂であるのに対して、スーパーエンジニアリングプラスチックではその多くが結晶性樹脂という違いも見られる。ただしその双方に例外があるため、一概に結晶性樹脂/非結晶性樹脂という区分では分けられない。結晶性樹脂は非結晶性樹脂と比較して、融点未満では硬度が変化しない性質を持つ。非結晶性樹脂は融点に近づくほど硬度が下がり、両者ともに融点を越えた時点で熔融（熱で溶けること）する。この他、結晶性樹脂は非結晶性樹脂に比べ溶剤への耐性が強い。ただし着色性（→塗料/塗装）という点では非結晶性樹脂のほうが良く、結晶性樹脂は着色の必要が無い機械部品に向いている。

### 用途
エンプラの多くは、家電製品内部の歯車や軸受けといった機構部品に多用されている。これらは油がなくとも耐磨耗性に優れ、軽量で錆びず、複雑な形状も精度良く成形加工でき大量生産に向く。また、家電に限らず電気製品全般の筐体にも広く採用されている。十分な強度を持ち、内部／外部の複雑な形状を容易に作り得るため装置の小型化が可能で、塗装が不要であったり塗装時も定着が良いものが選べ、携帯機器などに最適となっている。医療現場などでの需要も高まっており人工呼吸器やフェイスシールド、マスクなど様々な製品に使用されている。

## 分類

### エンジニアリング・プラスチック
耐熱温度は100℃以上で、強度500kgf/cm2未満・曲げ弾性率24000kg/cm2未満である。

#### 5大汎用エンプラ
- ポリアセタール（POM）
- ポリアミド（PA）
- ポリカーボネート（PC）
- 変性ポリフェニレンエーテル（m-PPE）
- ポリブチレンテレフタレート（PBT）

#### その他
- GF強化ポリエチレンテレフタレート（GF-PET）
- 超高分子量ポリエチレン（UHPE）
- シンジオタクチックポリスチレン（SPS）

など

### スーパーエンジニアリング・プラスチック
耐熱温度は150℃以上で長期間使用できる性質が強い。また溶剤に対して高い耐性を示すものが多い。
- 非晶ポリアリレート（PAR）（Polyarylate）
- ポリスルホン（PSF）（Polysulfone）
- ポリエーテルスルホン（PES）（Polyethersulfone）
- ポリフェニレンスルフィド（PPS）（Polyphenylene sulfide）
- ポリエーテルエーテルケトン（PEEK）（Polyether ether ketone）
- ポリイミド（PI）（Polyimide）
- ポリエーテルイミド（PEI）（Polyetherimide）
- フッ素樹脂（fluorocarbon polymers）
- 液晶ポリマー（LCP）（Liquid crystal polymer）

など